# Omusati
Omusati é uma das treze regiões da Namíbia. Sua capital é a cidade de Outapi.
Foi constituída em 1992 a partir da antiga Ovamboland.
A parte norte dessa região agrícola, próxima da fronteira com Angola, é muito mais densamente povoada que o sul.